# Crossopriza johncloudsleyi
Crossopriza johncloudsleyi är en spindelart som beskrevs av Christa L. Deeleman-Reinhold och van Harten 200. Crossopriza johncloudsleyi ingår i släktet Crossopriza och familjen dallerspindlar. Inga underarter finns listade i Catalogue of Life.